# Federata e Badmintonit e Kosovës
Die Federata e Badmintonit e Kosovës ist die oberste nationale administrative Organisation in der Sportart Badminton im Kosovo. Der Verband wurde 2018 gegründet.

## Geschichte
Bald nach seiner Gründung wurde der Verband 2019 Mitglied in der Badminton World Federation. 2018 trat man ebenfalls in den kontinentalen Dachverband Badminton Europe ein. 2020 starteten die nationalen Titelkämpfe.

## Bedeutende Veranstaltungen, Turniere und Ligen
- Kosovarische Meisterschaft
- Juniorenmeisterschaft

## Bedeutende Persönlichkeiten
- Lulzim Haziri – Präsident